# Aberace (astronomie)

Aberace

Jako aberace světla (též roční aberace nebo hvězdná aberace) se označuje odchýlení světelného paprsku přicházejícího od pozorovaného tělesa k pozorovateli, které je způsobené konečnou rychlostí světla, pohybem pozorovaného tělesa a pohybem pozorovatele.
Aberace byla poprvé pozorována v 17. století, když se astronomové zabývali zjišťováním paralax hvězd, aby potvrdili heliocentrické uspořádání sluneční soustavy. Klasické vysvětlení aberace přinesl již roku 1727 James Bradley, to však odporovalo tehdejším teoriím o povaze světla. Aberace byla následně vysvětlována jako efekt éteru, avšak když koncem 19. století Michelsonův–Morleyův experiment existence éteru nepotvrdil, otevřelo se nové pole bádání vedoucí ke speciální teorii relativity.
Aberaci lze pozorovat při ročním pohybu Země kolem Slunce. Při pohybu dochází v důsledku aberace ke změně úhlu, pod nímž se vůči Zemi pohybují paprsky světla jednotlivých hvězd. Pohyb Země kolem Slunce tedy způsobuje zdánlivý pohyb hvězd vzhledem k pozorovateli. Polohy hvězd na nebeské sféře opisují v průběhu roku elipsy, jejichž velká poloosa nezávisí na vzdálenosti hvězdy. Tím se aberace liší od paralaxy.
Aberace závisí na poměru okamžité rychlosti pozorovatele {\displaystyle v} a rychlosti světla {\displaystyle c}, dále pak na úhlu {\displaystyle \beta } , který svírá směr k pozorované hvězdě se směrem k apexu sluneční soustavy. Pro aberaci {\displaystyle \alpha } pak platí vztah
{\displaystyle \operatorname {tg} \alpha ={\frac {v\operatorname {sin} \beta }{c}}}.
Maximální hodnota aberace je {\displaystyle \alpha } = 20,47". Této velikosti nabývá paralaxa hvězdy odkloněné o 90° vůči apexu a nazývá se též aberační konstanta.